# Al cincilea element
Al cincilea element (engleză: The Fifth Element) este un film științifico-fantastic francez regizat de Luc Besson, cu Bruce Willis, Gary Oldman, Milla Jovovich, Ian Holm și Chris Tucker. Regia artistică a filmului a fost asigurată de creatorii de benzi desenate franceze Jean Giraud (Moebius) și Jean-Claude Mézières și arată o puternică influență franceză de comic storytelling și stil estetic. Costumele au fost create de designer-ul de modă francez Jean-Paul Gaultier, care a produs 954 costume, pentru utilizare în film.

## Prezentare
Răul și aliatul său, lordul corporativ Zorg, plănuiesc distrugerea Pământului. Doar al cincilea element (Milla Jovovich) mai poate salva lumea de la cucerire.
Ea de fapt simbolizeaza cel de-al cincilea element, care este IUBIREA.

## Distribuție
- Bruce Willis - Korben Dallas
- Gary Oldman - Jean-Baptiste Emanuel Zorg
- Milla Jovovich - Leeloo
- Ian Holm - Părintele Vito Cornelius
- Chris Tucker - Ruby Rhod
- Charlie Creed-Miles - David
- Brion James - General Munro
- Tricky - Right Arm
- Tommy "Tiny" Lister Jr. - President Lindberg
- Christopher Fairbank - Professor Mactilburgh
- Lee Evans - Fog
- John Bluthal - Professor Massimo Pacoli
- Luke Perry - Billy Masterson
- John Bennett - Priest
- Kim Chan -  Mr. Kim
- John Neville - General Staedert
- Al Matthews - General Tudor
- Maïwenn Le Besco - Diva Plavalaguna